# 1963年の音楽
1963年の音楽（1963ねんのおんがく）では、1963年（昭和38年）の世界の音楽状況について記述する。

## 出来事
- 1963年ワシントン公民権大行進で、マヘリア・ジャクソン、ジョーン・バエズ、ボブ・ディランらがパフォーマンスを行った[1]。
- この年のビルボード年間チャートのベスト3は2種類存在する。
  - 1963年12月28日発表のリスト

  1. ザ・ビーチ・ボーイズ 「サーフィン・U.S.A.」
  2. スキータ・デイヴィス 「この世の果てまで」
  3. カスケーズ 「悲しき雨音」

  - 後年修正されたリスト

  1. ジミー・ギルマー&ザ・ファイアボール 「シュガー・シャック」
  2. ザ・ビーチ・ボーイズ 「サーフィン・U.S.A.」
  3. スキータ・デイヴィス 「この世の果てまで」
- 坂本九の「上を向いて歩こう」がBillboard Hot 100で6月15日から6月29日にかけて3週連続で1位を獲得した[2]。
- 坂本九が1961年10月に発表したシングル「上を向いて歩こう」が、1963年5月3日、「Sukiyaki」のタイトルでアメリカで発売される[3]。同年6月15日から6月29日にかけて3週連続でビルボード・Hot 100の1位を獲得した。日本人では唯一人の快挙である。
- 12月31日 - 第14回NHK紅白歌合戦
  - トップ歌手 - 弘田三枝子(紅)、田辺靖雄(白)
  - 最終出演者・トリ - 美空ひばり(紅)、三波春夫(白)

## 洋楽シングル
| - バーバラ・ルイス 「ハロー・ストレンジャー」 - マーサ&ザ・ヴァンデラス 「ヒート・ウェイヴ」 - スプリームス 「恋のキラキラ星」 - ボブ・ディラン 「風に吹かれて / くよくよするなよ」 - ダスティ・スプリングフィールド 「二人だけのデート」 - ザ・ビーチ・ボーイズ 「サーフィン・U.S.A.」 - トリニ・ロペス 「天使のハンマー」 - ピーター・ポール&マリー 「パフ」「くよくよするなよ」 - アンディ・ウィリアムス 「酒とバラの日々」 - リッキー・ネルソン 「フールズ・ラッシュ・イン」 - ロイ・オービソン 「ブルー・バイユー」 - ジャン&ディーン 「サーフ・シティ」「ホノルル・ルル」 - ザ・ミラクルズ 「ミッキーズ・モンキー」 - ザ・タイムス 「なぎさの誓い」 - ヴィレッジ・ストンパーズ 「ワシントン広場の夜はふけて」 - ボビー・ヴィントン 「ブルー・ファイア」「ブルー・ヴェルヴェット」 - ドリフターズ 「オン・ブロードウェイ」 - ビートルズ 「シー・ラヴズ・ユー」「抱きしめたい」 - ローリング・ストーンズ 「カム・オン」「テル・ミー」「彼氏になりたい」 - イーディ・ゴーメ 「恋はボサノバ」 - サーチャーズ 「恋の特効薬」 - ルーファス・トーマス 「ウォーキング・ザ・ドッグ」 - フォー・シーズンズ 「恋のハリキリ・ボーイ」 - メリー・ウェルズ 「トゥー・ラヴァーズ」 - サム・クック 「アナザー・サタデイ・ナイト」 | - ザ・トラッシュメン 「サーフィン・バード」 - ランディ&ザ・レインボウズ 「デニス」 - スール・スーリール 「ドミニク」 - ザ・フォーモスト 「ハロー・リトル・ガール」 - デイヴ・クラーク・ファイヴ 「グラッド・オール・オーバー」「ドゥ・ユー・ラブ・ミー」 - スウィンギング・ブルー・ジーンズ 「ヒッピー・ヒッピー・シェイク」 - アル・マルティーノ 「アイ・ラヴ・ユー・ビコーズ」 - ドリス・トロイ 「ジャスト・ワン・ルック」 - ニノ・テンポ&エイプリル・スティーヴンズ 「夢のディープ・パープル」 - ニュー・クリスティ・ミンストレルズ 「グリーン・グリーン」 - ジミー・ギルマー&ザ・ファイアボール 「シュガー・シャック」 - ルビー&ザ・ロマンティックス 「燃ゆる初恋」 - カスケーズ 「悲しき雨音」 - ジミー・ソウル 「イフ・ユー・ウォナ・ビー・ハッピー」 - デール・アンド・グレイス 「さよならデート」 - メイジャー・ランス 「モンキー・タイム」 - エセックス 「内気な17才」 - パーシー・メイフィールド 「リヴァーズ・インヴィテーション - パーシー・メイフィールド「ベイビー・プリーズ」 - シフォンズ 「いかした彼」「ワン・ファイン・デイ」 - エンジェルズ 「マイ・ボーイフレンズ・バック」 - レスリー・ゴーア 「涙のバースデイ・パーティ」 - リトル・ペギー・マーチ 「アイ・ウィル・フォロー・ヒム」 - ザ・ロネッツ 「ビー・マイ・ベイビー」「ベイビー・アイ・ラブ・ユー」 |

## 洋楽アルバム
- ビートルズ 『プリーズ・プリーズ・ミー』『ウィズ・ザ・ビートルズ』
- ボブ・ディラン 『フリーホイーリン・ボブ・ディラン』
- ジェームス・ブラウン 『プリズナー・オブ・ラブ』『ピュア・ダイナマイト』
- サム・クック 『ミスター・ソウル』
- ジョン・コルトレーン 『インプレッション』
- ハービー・マン 『ドゥ・ザ・ボサノバ』
- フィル・スペクター 『クリスマス・ギフト・フォー・ユー・フロム・フィル・スペクター』
- トリニ・ロペス 『トリニ・ロペス・アットPJ'S』『天使のハンマー』

## 邦楽シングル
| - 青山ミチ 「ミッチー音頭」 - 梓みちよ 「こんにちは赤ちゃん」 - 井沢八郎 「男船」 - 石原裕次郎&浅丘ルリ子 「夕日の丘」 - 伊藤アイコ 「太陽の下の18才」「チコと鮫」 - 伊東ゆかり 「夢みる片想い」「キューティ・パイ」「恋の売り込み」 - 春日八郎 「長崎の女」 - 九重佑三子 「ウェディングドレス」 - 坂本九 「見上げてごらん夜の星を」「九ちゃんのツンツン節」 - 坂本スミ子 「夢であいましょう」 - 島倉千代子&守屋浩 「星空に両手を」 - スリー・グレイセス 「ワン・ボーイ」 - スリーファンキーズ 「想い出のダイアナ」 - 高橋元太郎 「ダニー・ボーイ」 - 田辺靖雄 「二人の星をさがそうよ」 - 田辺靖雄と梓みちよ 「ヘイ・ポーラ」「けんかでデイト」 - 千葉真一 「男一匹生きるなら」 | - 畠山みどり 「出世街道」 - ハナ肇とクレイジーキャッツ 「ホンダラ行進曲」「学生節」 - 浜田光夫&三条江梨子 「草笛を吹こうよ」 - ザ・ピーナッツ 「若い季節」 - 一節太郎 「浪曲子守唄」 - 弘田三枝子 「悲しきハート」「想い出の冬休み」「渚のデイト」 - 舟木一夫 「高校三年生」「学園広場」「修学旅行」 - フランク永井 「霧子のタンゴ」 - 本間千代子 「若草の丘」 - 松山恵子 「別れの入場券」 - 三沢あけみ・和田弘とマヒナスターズ 「島のブルース」 - 三田明 「美しい十代」「みんな名もなく貧しいけれど」 - 三波春夫 「東京五輪音頭」 - 吉永小百合 「泥だらけの純情」 - 和田弘とマヒナスターズ&松尾和子 「銀座ブルース」 - 童謡 「おもちゃのチャチャチャ」 |

## 主な音楽賞
| 賞                                      | 受賞作・受賞者 |
| --------------------------------------- | --- |
| 第13回サンレモ音楽祭                    | - 大賞 - エミリオ・ペリコーリとトニー・レニス -「Uno per tutte」 |
| 第8回ユーロビジョン・ソング・コンテスト | - 優勝者 - グレーテ＆ヨルゲン・イングマン -「Dansevise」 |
| 第5回日本レコード大賞                   | - 大賞 - 梓みちよ「こんにちは赤ちゃん」 - 新人賞 - 舟木一夫「学園広場」「高校三年生」､三沢あけみ「島のブルース」「私も流れの渡り鳥」 - 歌唱賞 - フランク永井「赤ちゃんは王様だ」 - 作曲賞 - いずみたく（坂本九「見上げてごらん夜の星を」) - 作詞賞 - 丘灯至夫（舟木一夫「高校三年生」) - 編曲賞 - 宮川泰（ザ・ピーナッツ「恋のバカンス」) - 企画賞 - 日本コロムビア「日本の民謡」 - 童謡賞 - 眞理ヨシコ「おもちゃのチャチャチャ」 |
| 第5回グラミー賞                         | - 最優秀レコード賞 - トニー・ベネット「霧のサンフランシスコ」 - 最優秀アルバム賞 - ヴォーン・ミーダー「The First Family」 - 最優秀楽曲賞 - アンソニー・ニューリー & レスリー・ブリカッス「愚かな私」 - 最優秀新人賞 - ロバート・グーレ |
| 第1回ゴールデン・アロー賞               | - 大賞 - 江利チエミ - 新人賞 - 舟木一夫 - 取材協力賞 - クレージー・キャッツとその奥さまたち |
| 第1回レコード・アカデミー大賞           | - 大賞 - ベンジャミン・ブリテン「戦争レクイエム」 |

## デビュー
- 1月 - 千葉真一／男一匹生きるなら
- 1月 - 三沢あけみ／ふられ上手にほれ上手
- 2月 - 植木等／植木等大いに唄う
- 6月5日 - 舟木一夫／高校三年生
- 6月7日 - ローリング・ストーンズ／カム・オン
- 9月1日 - 浅丘ルリ子／丘は花ざかり
- 11月 - 井沢八郎／男船
- 11月 - 三田明／美しい十代
- 12月1日 - 一節太郎／浪曲子守唄
- 月日不明 - 内田裕也／ひとりぼっちのジョニー
- 月日不明 - フランス・ギャル／恋のお返し
- 月日不明 - 本間千代子／白い夜
- 月日不明 - 山田太郎／清らかな青春

## 解散・活動休止
- NBC交響楽団

## 誕生
出身地または国籍が日本である人物の国名表記は省略。
- 1月3日 - ケラリーノ・サンドロヴィッチ（東京都、劇作家・ミュージシャン、有頂天・空手バカボン）
- 1月4日 - ティル・リンデマン（、ボーカリスト、ラムシュタイン）
- 1月8日 - 寺田千代（宮崎県、歌手、ドリーミング）
- 1月8日 - 寺田嘉代（宮崎県、歌手、ドリーミング、+2019年・56歳没）
- 1月12日 - 尾形大作（福岡県、演歌歌手）
- 1月14日 - 梅崎俊春（熊本県、歌手、HΛL）
- 1月17日 - 五十嵐公太（神奈川県、ドラマー、JUDY AND MARY）
- 1月17日 - 新沢としひこ（東京都、シンガーソングライター）
- 1月22日 - 皆川おさむ（東京都、元子役・童謡歌手）
- 1月26日 - アンドリュー・リッジリー（、シンガーソングライター）
- 2月2日 - ちわきまゆみ（東京都、ミュージシャン、元Mean Machine）
- 2月4日 - 井上望（福岡県、音楽プロデューサー、元アイドル歌手）
- 2月6日 - 小田原豊（埼玉県、ドラマー、レベッカ）
- 2月7日 - 香坂みゆき（神奈川県、女優・元歌手）
- 2月13日 - 仲道郁代（宮城県、ピアニスト）
- 2月14日 - 松本晃彦（東京都、作曲家）
- 3月1日 - 川﨑麻世（京都府、タレント・俳優・歌手）
- 3月10日 - 藤谷美和子（東京都、元女優・元歌手）
- 3月13日 - 栗山和樹（兵庫県、作曲家）
- 3月17日 - 甲本ヒロト（岡山県、ミュージシャン、THE BLUE HEARTS・THE HIGH-LOWS・ザ・クロマニヨンズ）
- 3月18日 - 菅野よう子（宮城県、作曲家）
- 3月18日 - ヴァネッサ・ウィリアムス（、歌手・女優）
- 3月20日 - 渡邉貢（新潟県、ベーシスト、PERSONZ）
- 3月24日 - 狩野泰一（東京都、篠笛奏者）
- 3月26日 - 長井一郎（新潟県、ドラマー、Ark Storm）
- 3月29日 - 野沢直子（東京都、お笑いタレント、元吉本坂46）
- 3月30日 - 新宮虎児（ギタリスト、クレイジーケンバンド）
- 4月3日 - 関戸剛（大阪府、ゲーム音楽作曲家）
- 4月5日 - 大堀こういち（宮城県、俳優・歌手）
- 4月6日 - アンドリュー・ウェザオール（、DJ・プロデューサー、+2020年・56歳没）
- 4月8日 - ジュリアン・レノン（、シンガーソングライター）
- 4月10日 - ウォーレン・デ・マルティーニ（、ギタリスト、ラット）
- 4月12日 - 森川由加里（東京都、歌手）
- 4月13日 - 高梨康治（東京都、作曲家、六三四Musashi）
- 4月14日 - 今井美樹（宮崎県、歌手）
- 4月16日 - 漆原啓子（東京都、ヴァイオリニスト）
- 4月19日 - 廣瀬洋一（東京都、ベーシスト、THE YELLOW MONKEY）
- 4月25日 - 大和邦久（群馬県、ミュージシャン）
- 4月26日 - 伊秩弘将（東京都、音楽プロデューサー・作詞家・作曲家）
- 5月5日 - 佐藤竹善（青森県、シンガーソングライター、SING LIKE TALKING）
- 5月5日 - ジェイムズ・ラブリエ（、歌手、ドリーム・シアター）
- 5月8日 - 池田貴族（愛知県、ミュージシャン、+1999年・36歳没）
- 5月11日 - バカボン鬼塚（静岡県、ミュージシャン、かかし/YOUNGER GENERATION）
- 5月11日 - 浜田雅功（大阪府、お笑いタレント、ダウンタウン/元GEISHA GIRLS/元H Jungle with t/元エキセントリック少年ボウイオールスターズ/元浜田雅功と槇原敬之/元Re:Japan）
- 5月15日 - 藤田恵美（東京都、歌手、Le Couple）
- 5月17日 - 飯森範親（神奈川県、指揮者）
- 5月18日 - 飯島真理（茨城県、ミュージシャン・声優）
- 5月21日 - ジル・アパップ（、ヴァイオリニスト）
- 6月14日 - 菊地成孔（千葉県、ジャズミュージシャン、DC/PRG/SPANK HAPPY/元TIPOGRAPHICA/元Ground Zero/東京ザヴィヌルバッハ）
- 6月16日 - 甲斐智枝美（福岡県、元アイドル歌手・元女優、+2006年・43歳没）
- 6月21日 - 長谷部徹（千葉県、ドラマー、元ザ・スクエア）
- 6月25日 - ジョージ・マイケル（、シンガーソングライター、ワム!）
- 6月29日 - アンネ＝ゾフィー・ムター（、ヴァイオリニスト）
- 6月30日 - イングヴェイ・マルムスティーン（、ギタリスト）
- 7月5日 - 寺沢功一（東京都、ベーシスト、RIDER CHIPS）
- 7月5日 - 水野有平（東京都、作曲家・作詞家）
- 7月13日 - エリック・ミヤシロ（、トランペット奏者）
- 7月17日 - キム・シャタック（、歌手、ザ・マフス、+2019年・56歳没）
- 7月21日 - 池田聡（栃木県、シンガーソングライター）
- 7月24日 - 河合奈保子（大阪府、歌手）
- 7月27日 - 寺田恵子（千葉県、シンガーソングライター、SHOW-YA）
- 8月2日 - 山野さと子（大阪府、歌手・声優）
- 8月3日 - ジェイムズ・ヘットフィールド（、ギタリスト、メタリカ）
- 8月4日 - 沢田知可子（埼玉県、シンガーソングライター）
- 8月7日 - 平田広明（東京都、声優・俳優・歌手）
- 8月9日 - ホイットニー・ヒューストン（、歌手、+2012年・48歳没）
- 8月9日 - 渡辺善太郎（岡山県、音楽プロデューサー）
- 8月12日 - 中野テルヲ（東京都、ミュージシャン、元P-MODEL）
- 8月15日 - 麻生祐未（大阪府、女優・元歌手）
- 8月19日 - Monday満ちる（東京都、ミュージシャン）
- 8月25日 - 池頼広（神奈川県、作曲家）
- 8月26日 - 青山陽一（長野県、ミュージシャン、元GRANDFATHERS）
- 8月27日 - 伊藤ようすけ（大阪府、歌手、東京プリン）
- 8月27日 - 手島いさむ（愛知県、ギタリスト、ユニコーン）
- 8月28日 - 森重樹一（東京都、シンガーソングライター、ZIGGY）
- 8月28日 - 仙波さとみ（東京都、ベーシスト、SHOW-YA）
- 8月28日 - 香西かおり（大阪府、演歌歌手）
- 9月6日 - ROLLY（大阪府、ミュージシャン）
- 9月8日 - 松本人志（兵庫県、お笑いタレント、ダウンタウン/元GEISHA GIRLS/元Re:Japan）
- 9月14日 - 調先人（福岡県、ベーシスト、元THE HIGH-LOWS/SELKIE）
- 9月14日 - 福山芳樹（神奈川県、歌手、JAM Project）
- 9月16日 - リチャード・マークス（、シンガーソングライター）
- 9月19日 - 島田歌穂（東京都、女優・歌手）
- 9月21日 - 佐村河内守（広島県、音楽家）
- 9月22日 - セイジ（長崎県、歌手、ギターウルフ）
- 9月23日 - 山根ミチル（香川県、ゲーム音楽作曲家）
- 9月24日 - MAGUMI（熊本県、歌手、レピッシュ）
- 9月26日 - 梶原徹也（福岡県、ドラマー、THE BLUE HEARTS）
- 10月6日 - Jun（岡山県、ミュージシャン、元ザ・スターリン/THE WILLARD）
- 10月8日 - 光宗信吉（福岡県、作曲家）
- 10月11日 - 上野洋子（東京都、ミュージシャン、元ZABADAK/Oranges & Lemons/Marsh-Mallow）
- 10月16日 - 瀬戸つよし（大阪府、歌手）
- 11月1日 - リック・アレン (Rick Allen (drummer)) （、ドラマー、デフ・レパード）
- 11月1日 - かの香織（宮城県、シンガーソングライター）
- 11月4日 - NOKKO（埼玉県、歌手、レベッカ）
- 11月4日 - リリー・フランキー（福岡県、マルチタレント、元リリメグ）
- 11月7日 - 藤田隆二（東京都、歌手、Le Couple）
- 11月7日 - 松村雄基（東京都、俳優・歌手）
- 11月10日 - 河野裕一（千葉県、ギタリスト、有頂天/元ヤプーズ）
- 11月20日 - 朝本浩文（福岡県、音楽プロデューサー、元MUTE BEAT/元Ram Jam World、+2016年・53歳没）
- 11月20日 - 小林千絵（大阪府、歌手・女優）
- 12月7日 - 角田美喜（東京都、ドラマー、SHOW-YA）
- 12月11日 - 田村直美（愛知県、シンガーソングライター・作詞家）
- 12月11日 - 森若香織、（北海道、シンガーソングライター、GO-BANG'S）
- 12月12日 - 折笠愛（東京都、声優・元歌手）
- 12月13日 - 恩田快人（兵庫県、ベーシスト、JUDY AND MARY）
- 12月26日 - 藤田千章（キーボーディスト、SING LIKE TALKING）
- 12月26日 - ラーズ・ウルリッヒ（、ドラマー、メタリカ）
- 月日不明 - 福嶋尚哉（長野県、作曲家）
- 月日不明 - クレモンティーヌ（、歌手）

## 死去
- 1月13日 - ソニー・クラーク（、ジャズピアニスト、*1931年）
- 1月30日 - フランシス・プーランク（、作曲家、*1899年）
- 2月15日 - エドガルド・ドナート（、タンゴのヴァイオリニスト、*1897年）
- 2月16日 - ライタ・ラースロー（、作曲家、*1892年）
- 2月19日 - スヴャトスラフ・クヌシェヴィツキー（、チェリスト、*1908年）
- 2月20日 - フェレンツ・フリッチャイ（、指揮者、*1914年）
- 3月30日 - アレクサンドル・ガウク（、指揮者、*1893年）
- 4月8日 - 安藤幸（東京都、ヴァイオリニスト、*1878年）
- 4月12日 - ハービー・ニコルス（、ジャズピアニスト、*1919年）
- 4月14日 - 野村胡堂（岩手県、音楽評論家、*1882年）
- 5月24日 - エルモア・ジェームス（、ブルースギタリスト、*1918年）
- 9月12日 - モデスト・アルトシュラー（、作曲家・指揮者、*1873年）
- 10月11日 - エディット・ピアフ（、シャンソン歌手、*1915年）
- 10月25日 - ロジェ・デゾルミエール（、指揮者、*1898年）
- 11月15日 - フリッツ・ライナー（→、指揮者、*1888年）
- 11月26日 - アメリータ・ガリ＝クルチ（、ソプラノ歌手、*1882年）
- 12月5日 - カール・アマデウス・ハルトマン（、作曲家、*1905年）
- 12月14日 - ダイナ・ワシントン（、ジャズ歌手、*1924年）
- 12月28日 - パウル・ヒンデミット（、作曲家・指揮者、*1895年）